# Магрітт (кінопремія, 2019)

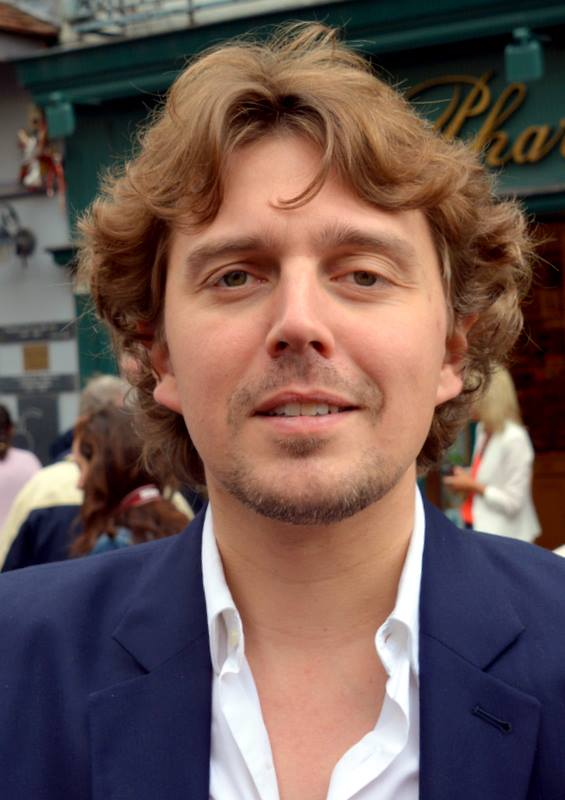
Актор і комік Алекс Візорек — ведучий церемонії

9-та церемонія вручення Премії «Магрітт» бельгійської Академії Андре Дельво за 2018 рік відбулася 2 лютого 2019 у Брюссельському Конференц-центрі Квадрат. Номінантів у 22 категоріях було оголошено 11 січня 2019 року. Найбільшу кількість номінацій отримали фільми Жана-Франсуа Енжена та Франсуа Трукена «Убивці» та «Дівчина» Лукаса Донта (по 9), «Нехай трупи засмагають» режисерів Елен Катте та Бруно Форцані (8), «Наші битви» Гійома Сене та «Частина тіні» Семюеля Тільмана (по 7).
Фільм Гійома Сене «Наші битви» був відзначений найбільшої кількістю нагород — 5, у тому числі як «Найкращий фільм» 2018 року та за найкращу режисерську роботу. Почесну нагороду «Магрітт» було вручено бельгійському кінорежисеру-аніматору Раулю Серве.
Президентами 9-ї церемонії «Магрітта» були режисер-аніматор Вінсент Патар та кінорежисерка Стефані Об'є. В Бельгії церемонію транслювала телекомпанія La Deux. Її ведучим вперше виступив комік Алекс Візорек.

## Статистика
Фільми, що отримали по декілька номінацій.
| Фільм                           | Оригінальна назва                | Номінації | Нагороди |
| ------------------------------- | -------------------------------- | --------- | -------- |
| • Дівчина                       | Girls                            | 9         | 4        |
| • Убивці                        | Tueurs                           | 9         | 1        |
| • Нехай трупи засмагають        | Laissez bronzer les cadavres     | 8         | 3        |
| • Наші битви                    | Nos batailles                    | 7         | 5        |
| • Частина тіні                  | Une Part d'ombre                 | 7         | 1        |
| • Гіркі квіти                   | Bitter Flowers                   | 4         | 1        |
| • Одного разу у Німеччині       | Es war einmal in Deutschland…    | 4         | 1        |
| • Вірний син                    | La Part sauvage                  | 3         | —        |
| • Мій кет                       | Mon Ket                          | 3         | —        |
| • Ікар                          | Icare                            | 1         | 1        |
| • Кільце на пальці              | La Bague au doigt                | 1         | 1        |
| • Коли араби танцювали          | Au temps où les arabes dansaient | 1         | 1        |
| • Ні суддя, ні підсудна         | Ni juge, ni soumise              | 1         | 1        |
| • Чоловік, який вбив Дон Кіхота | The Man Who Killed Don Quixote   | 1         | 1        |

## Список лауреатів та номінантів
| Найкращий фільм | Найкращий режисер |
| --- | --- |
| ★ «Наші битви» (Nos batailles, реж. Гійом Сене) - «Гіркі квіти» (Bitter Flowers, реж. Олів'є Мейс) - «Мій кет» (Mon Ket, реж. Франсуа Дам'єн) - «Нехай трупи засмагають» (Laissez bronzer les cadavres, реж. Елен Катте, Бруно Форцані) - «Убивці» (Tueurs, реж. Жан-Франсуа Енжен, Франсуа Трукен)                                   | ★ Гійом Сене — «Наші битви» - Елен Катте та Бруно Форцані — «Нехай трупи засмагають» - Олів'є Мейс — «Гіркі квіти» - Жан-Франсуа Енжен та Франсуа Трукен — «Убивці» |
| Найкращий актор | Найкраща акторка |
| ★ Віктор Полстер — «Дівчина» - Франсуа Дам'єн — «Мій кет» - Олів'є Гурме — «Убивці» - Бенуа Пульворд — «На посту!» | ★ Лубна Азабаль — «Убивці» - Сесіль де Франс — «Мадемуазель де Жонк'єр» - Йоланда Моро — «Красивий бізнес» - Наташа Реньє — «Частина тіні» |
| Найкращий актор другого плану | Найкраща акторка другого плану |
| ★ Ар'є Вортальтер — «Дівчина» - Йоанн Бланк — «Частина тіні» - Булі Ланнерс — «Убивці» - П'єр Ніссе — «Нехай трупи засмагають» | ★ Люсі Дебі — «Наші битви» - Таня Гарбарскі — «Одного разу у Німеччині» - Саломе Рішар — «Вірний син» - Еріка Сент — «Частина тіні» |
| Найперспективніший актор | Найперспективніша акторка |
| ★ Тома Мустен — «Обмін принцесами» - Базіле Грунбергер — «Наші битви» - Батист Лальє — «Частина тіні» - Маттео Саламоне — «Мій кет» | ★ Лена Жирар Восс — «Наші битви» - Міріам Акеддіу — «Частина тіні» - Береніс Бао — «Убивці» - Науелл Мадані — «Це все мені» - Анаєль Снук — «Дикі хлопчаки» |
| Найкращий сценарій | Найкращий перший фільм |
| ★ «Дівчина» — Лукас Донт та Анджело Тійссенс - «Гіркі квіти» — Олів'є Мейс та Маартен Лойкс - «Одного разу у Німеччині» — Сем Гарбарскі - «Наші битви» — Гійом Сене | ★ «Гіркі квіти» (Bitter Flowers, реж. Олів'є Мейс) - «Вірний син» (La Part sauvage, реж. Герін Ван де Ворст) - «Убивці» (Tueurs, реж. Жан-Франсуа Енжен, Франсуа Трукен) - «Частина тіні» (Une Part d'ombre, реж. Семюел Тільман)                                      |
| Найкращий фламандський фільм | Найкращий фільм спільного виробництва |
| ★ «Дівчина» (Girl, реж. Лукас Донт) - «Бандос» (Patser, реж. Аділь Ель Арбі, Білал Фалла) - «Не стріляйте» (Niet Schieten, реж. Стіїн Конінкс) - «Янгол» (Un Ange, реж. Коен Мортьє) | ★ «Чоловік, який вбив Дон Кіхота» (The Man Who Killed Don Quixote, реж. Террі Гілліам) - «Ніко, 1988» (Nico, 1988, реж. Сюзанна Нікк'яреллі) - «Смерть Сталіна» (The Death of Stalin, реж. Армандо Яннуччі) - «Щасливий принц» (The Happy Prince, реж. Руперт Еверетт) |
| Найкращий оператор | Найкращі декорації |
| ★ «Нехай трупи засмагають» — Мануель Дакоссе - «Дівчина» — Франк ван ден Еєден - «Убивці» — Жан-Франсуа Енжен | ★ «Нехай трупи засмагають» — Аліна Сантос - «Дівчина» — Філіпп Бертен - «Одного разу у Німеччині» — Вероніка Сакре |
| Найкращий дизайн костюмів | Найкраща оригінальна музика |
| ★ «Одного разу у Німеччині» — Наталі Леборнь - «Дівчина» — Катрін ван Брі - «Нехай трупи засмагають» — Джекі Фоконьє | ★ «Коли араби танцювали» — Симон Франске - «Вірний син» — Мануель Ролан та Маартен ван Каувенберге - «Частина тіні» — Вінсент Лібен |
| Найкращий звук | Найкращий монтаж |
| ★ «Нехай трупи засмагають» — Ів Бемельманс, Ден Бруйландт, Олів'є Тис, Бенуа Біраль - «Дівчина» — Янна Соендженс - «Убивці» — Марк Енгельс, Томас Ґаудер, Інгрід Сімон | ★ «Наші битви» — Жулі Брента - «Дівчина» — Ален Дессаваж - «Нехай трупи засмагають» — Бернар Бітс |
| Найкращий ігровий короткометражний фільм | Найкращий анімаційний короткометражний фільм |
| ★ «Ікар» (Icare) — Ніколя Букар - «Від одного замку до іншого» (D'un château l'autre) — Еммануель Марре - «Лихо» (Calamity) — Северин де Стрейкер та Максим Фейєрс - «Сестра» (Une Soeur) — Дельфін Жирар | ★ «Кільце на пальці» (La Bague au doigt) — Ґерландо Інфузо - «Карнальний симбіоз» (Simbiosis Carnal) — Росіо Альварес - Le Quatuor à cornes — Арно Демуйнк та Бенжамін Боттела - «Не сьогодні» (Not Today) — Марін Жакоб                                               |
| Найкращий документальний фільм | |
| ★ «Ні суддя, ні підсудна» (Ni juge, ni soumise) — Жан Лібон - «Висока меса» (La Grand-Messe) — Валері Розьє та Мериль Фортунат-Россі - «Ковбої та індіанці, кінотеатр Патар і Об'є» (Des Cowboys et des Indiens, le cinéma de Patar et Aubier) — Фабріс дю Вельц - «Маню» (Manu) — Еммануель Бонмаріаж - «Мітра» (Mitra) — Хорхе Леон | |
| Почесний «Магрітт» | |
| ★ Рауль Серве, режисер-аніматор | |